# Hexaplex regius
Hexaplex regius is een slakkensoort uit de familie van de Muricidae. De wetenschappelijke naam van de soort is voor het eerst geldig gepubliceerd in 1821 door Swainson.